# Erwin von Witzleben
Generalfeltmarskal Erwin von Witzleben (4. december 1881 i Breslau nu i Polen – 8. august 1944 i Berlin ved henrettelse) var en tysk officer; generalfeltmarskal fra 1940.
Von Witzleben gjorde tjeneste som generalstabsofficer under 1. verdenskrig. Allerede i 1935 havde han forbindelse med modstandere mod nazistyret. Under 2. verdenskrig var han øverstbefalende i Polen og derefter i Frankrig.
Von Witzleben blev dømt til døden for delagtighed i 20. juli-attentatet mod Adolf Hitler og henrettet af SS den 8. august 1944 i fængslet i Plötzensee. Han blev klædt nøgen og  hængt.